# 清見村立大原小学校
清見村立大原小学校（きよみそんりつ おっぱらしょうがっこう）は、岐阜県大野郡清見村大原（現在の岐阜県高山市清見町）にあった小学校。2003年3月閉校。

## 概要
校舎は現在、自然体験施設「おっぱら自然体験センター」として再活用されている。昭和50年代より在校生一ケタの小規模小学校となり、在校児童の生活はドキュメント映画として、過疎化に悩む小規模学校問題に一石を投じる一端ともなった。
なお、この小学校があった旧・清見村大原地区は、江戸時代の国学者田中大秀が西ウレ峠・坂本峠の2つの難関な峠の間に挟まれた集落として紹介し、旧清見村役場から50km離れた「陸の孤島」であったが、1979年に坂本トンネルが開通し飛騨せせらぎ街道の整備が進むと、道の駅パスカル清見など高原リゾートとしての開発が進んだ。

## 沿革
- 1875年（明治8年） - 大原小学校が開校。
- 1886年（明治19年） - 大原簡易科小学校に改称する。
- 1894年（明治27年） - 大原尋常小学校に改称する。
- 1899年（明治32年） - 楢谷分教場を設置。
- 1930年（昭和5年） - 大原尋常高等小学校に改称する。
- 1939年（昭和14年） - 小原分教場を設置。
- 1941年（昭和16年）4月1日 - 大原国民学校に改称する。
- 1947年（昭和22年）4月1日 - 清見村立大原小学校に改称する。
- 1950年（昭和25年） - 小原分校を廃止。
- 1970年（昭和45年） - 楢谷冬季分校を廃止。
- 2002年（平成14年）3月 - 廃校。